# Corisella
Corisella is een geslacht van wantsen uit de familie van de Corixidae (Duikerwantsen). Het geslacht werd voor het eerst wetenschappelijk beschreven door Lundblad in 1928.

## Soorten
Het genus bevat de volgende soorten:

- Corisella decolor (Uhler, 1871)
- Corisella edulis (Champion, 1901)
- Corisella hidalgoensis Hungerford, 1948
- Corisella inscripta (Uhler, 1894)
- Corisella mercenaria (Say, 1832)
- Corisella tarascana Jaczewski, 1931
- Corisella tarsalis (Fieber, 1851)